# Heterodontosaurus tucki
L'eterodontosauro (Heterodontosaurus tucki Crompton & Charig, 1962) era un piccolo dinosauro erbivoro vissuto nel Giurassico inferiore (Sinemuriano, tra 196,5 e 189,6 milioni di anni fa), i cui resti fossili sono stati rinvenuti in Sudafrica.

## Descrizione

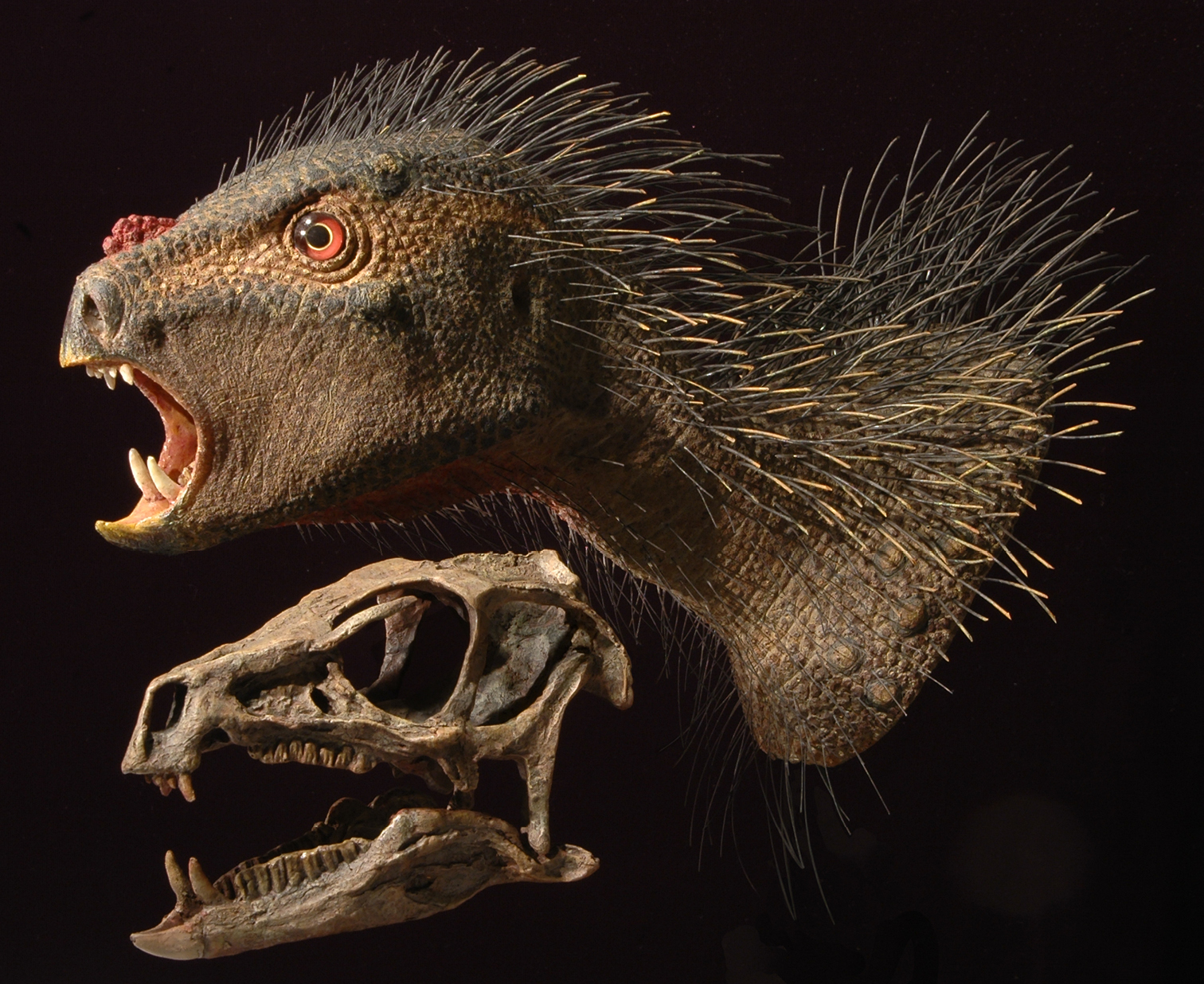
Ricostruzione della testa di Heterodontosaurus

Noto fin dal 1962 per un teschio descritto da Alfred Walter Crompton e Alan Jack Charig, questo piccolo dinosauro è stato subito un enigma per i paleontologi: il cranio presentava delle caratteristiche decisamente insolite per un erbivoro, ovvero le due paia di lunghi "canini" inferiori e superiori, che in vita sporgevano dalla bocca. Sicuramente erbivoro (i suoi "molari" erano formati in modo tale da triturare foglie e da masticarle), questo dinosauro primitivo, lungo poco più di un metro, possedeva lunghe zanne taglienti probabilmente utilizzate per difendersi contro i predatori, che a quell'epoca certo non mancavano (ad es. Coelophysis rhodesiensis). Forse, invece, queste zanne svolgevano una funzione di richiamo sessuale. La maggior parte dei dinosauri (e anche dei rettili) possiede un solo tipo di denti nella bocca, mentre Heterodontosaurus ne possedeva ben tre: oltre a molari e canini, Heterodontosaurus (il cui nome significa "lucertola dai denti differenti") possedeva anche degli "incisivi" nella parte anteriore della mascella, che andavano a battere sul predentale tipico di tutti gli ornitischi. La mascella era strutturata in modo tale da far ipotizzare la presenza di guance; una caratteristica, questa, particolarmente evoluta e sconosciuta nei coevi Lesothosaurus e Fabrosaurus.

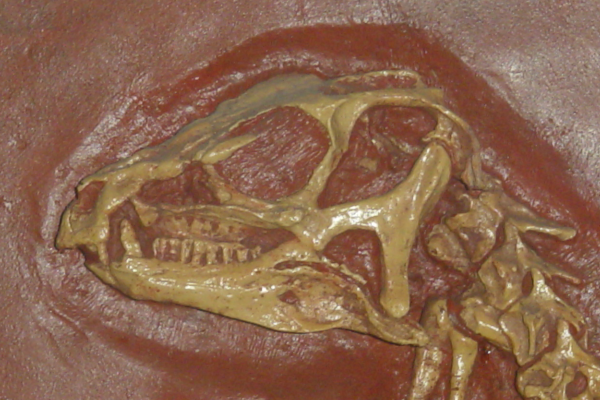
Teschio di Heterodontosaurus.

Il cranio, certo, era ben conosciuto, ma non si sapeva nulla del resto del corpo dell'animale. Solo molti anni più tardi la scoperta di uno scheletro praticamente completo permise ai paleontologi di ricostruire alla perfezione Heterodontosaurus. Si scoprì che questo piccolo erbivoro era un bipede, probabilmente un corridore, fornito di una lunga coda e di forti e scattanti zampe posteriori artigliate. Un'altra particolarità, però, veniva dalle zampe anteriori, particolarmente robuste per un bipede e stranamente munite di cinque dita artigliate. In particolare il "pollice" era dotato di un vero e proprio "falcetto". Anche in questo caso, forse, questa caratteristica serviva come difesa dai carnivori.
Due di queste dita, in ogni caso, sembrerebbero essere state opponibili: ciò significa che Heterodontosaurus potrebbe essere stato in grado di afferrare il cibo e forse manipolarlo. 
L'ultima caratteristica peculiare di Heterodontosaurus  risiedeva nel bacino: esso era lungo e stretto, con un pube strutturato in modo molto simile a quello degli ornitischi più evoluti. Non è improbabile che Heterodontosaurus o una forma a esso simile fosse all'origine dei cosiddetti marginocefali, erbivori dominanti nel Cretaceo, che comprendono i dinosauri dal cranio a cupola e i dinosauri cornuti, tra i quali il più famoso è certamente il triceratopo.

## Ritrovamenti
Heterodontosaurus visse nel Giurassico inferiore (Hettangiano o Sinemuriano, circa 195 milioni di anni fa) in quello che ora è il Sudafrica. Alcuni resti molto incompleti provenienti dagli USA fanno supporre l'esistenza di questo animale anche sul suolo americano, ma non sono ancora stati descritti. È stato suggerito, inoltre, che il genere Abrictosaurus del Sudafrica, sprovvisto di zanne e artigli, possa rappresentare la femmina di questo animale (un caso analogo a quello dei cervi odierni). In realtà, Abrictosaurus sembra comunque più primitivo.